# Walter Chatton
Walter Chatton, född cirka 1290 i Chatton, Northumberland, död 1343 i Avignon, var en engelsk filosof, teolog och präst. Chatton, som studerade tillsammans med William Ockham vid Oxfords universitet, kritiserade bland annat dennes tanke om att vi människor kan ha intuitiv kunskap om icke-existerande ting. Chatton är känd för verket Reportatio super Sententias.